# TSVE Bielefeld
Der TSVE Bielefeld (offiziell: Turn- und Sportverein Einigkeit 1890 Bielefeld e. V.) ist ein Sportverein aus Bielefeld. Der Verein hat über 4.000 Mitglieder in 19 Abteilungen und ist damit nach Arminia Bielefeld der zweitgrößte Sportverein der Stadt. Nach der Bielefelder TG und dem Gadderbaumer TV ist der TSVE zudem drittältester Sportverein der Stadt.
Die Basketballmannschaft der Herren spielte ein Jahr in der drittklassigen ProB, während die Frauenmannschaft fünf Jahre in der 2. Bundesliga Nord antrat. Der TSVE Bielefeld ist zudem Veranstalter des Hermannslaufes sowie Mitveranstalter des Run & Roll Days.

## Der Verein

### Geschichte

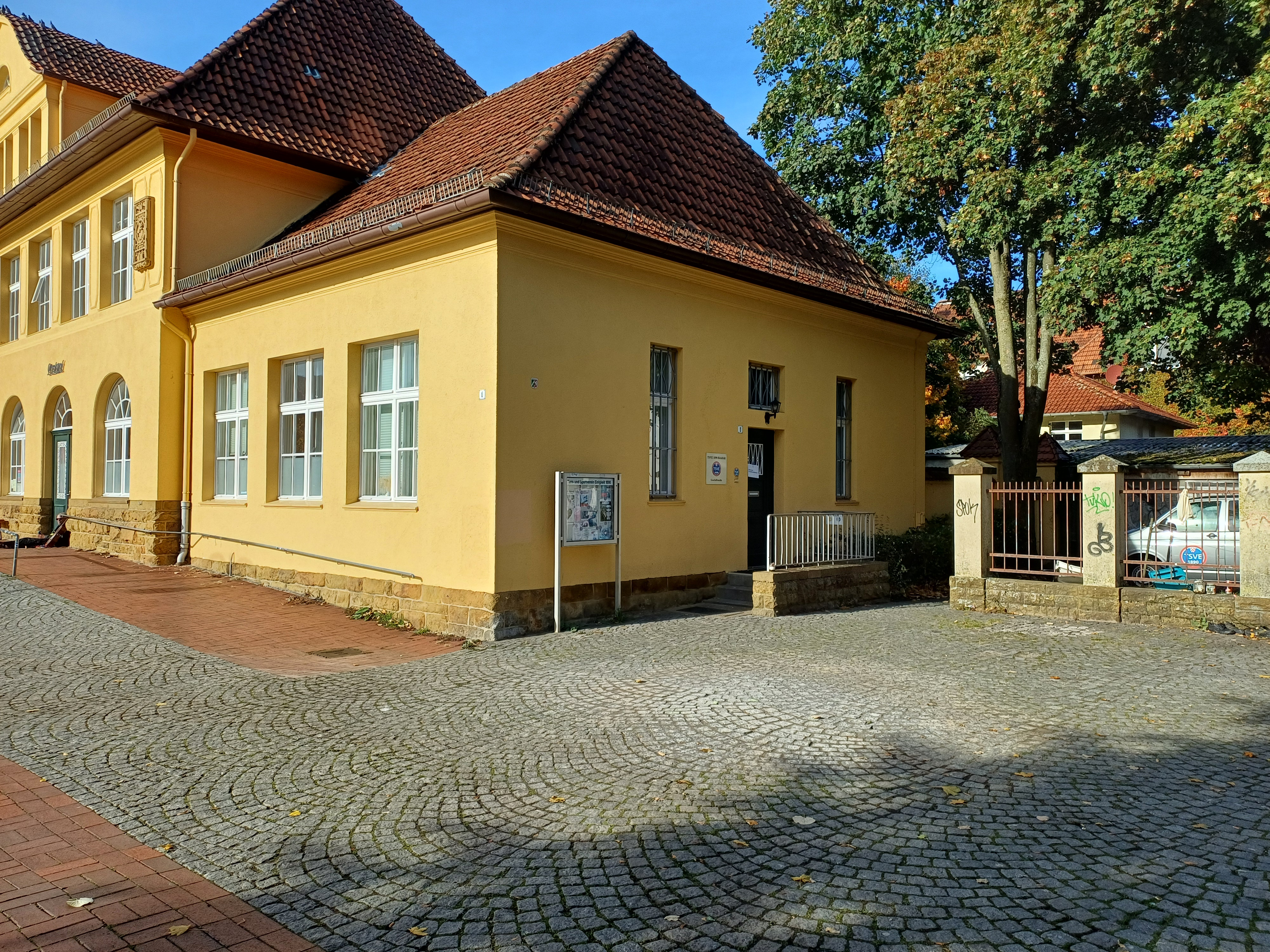
Die Geschäftsstelle

Ältester Stammverein ist der im Jahre 1890 gegründete Turnverein Eintracht Bielefeld. Ein Jahr später wurden der Turnverein Jahn Bielefeld sowie 1893 der Turnverein Einigkeit Bielefeld gegründet. Schließlich kam im Jahre 1894 noch der Bielefelder Turnclub hinzu. Im Jahre 1904 fusionierten der Turnverein Eintracht Bielefeld und der Bielefelder Turnclub zum Turnclub Eintracht 1890 Bielefeld. Im Jahre 1919 fusionierte dann der Turnclub Eintracht 1890 Bielefeld mit dem Turnverein Jahn Bielefeld zu TSV 1890 Bielefeld. Dieser fusionierte wiederum ein Jahr später mit dem Bielefelder SC Eintracht zu Tuspo 1890 Bielefeld. 
Im Rahmen der Reinlichen Scheidung zerfiel diese Fusion im Jahre 1924 wieder. Aus dem Bielefelder SC Eintracht, der nicht mit dem TuS Eintracht Bielefeld zu verwechseln ist, wurde nach mehreren Fusionen zunächst die Bielefelder SpVgg, dann die SpVgg Fichte Bielefeld und schließlich der VfB Fichte Bielefeld. Schließlich fusionierten im Jahre 1980 der TV Einigkeit Bielefeld mit dem TSV 1890 Bielefeld zum heutigen TSVE 1890 Bielefeld. Die Geschäftsstelle des Vereins befindet sich am Siegfriedplatz.

### Abteilungen
Neben Basketball, Eishockey und Leichtathletik bietet der TSVE Bielefeld noch die Sportarten Badminton, Ballett & Tanz, Gesundheitssport, Gymnastik & Fitness, Handball, Judo, Kunstturnen, Radsport, Rhönradturnen, Rhythmische Sportgymnastik, Schwimmen, Tischtennis, Trendsportarten, Triathlon, Turnen und Volleyball an.

## Basketball

### Männer
Die Basketballmannschaft des TSVE ist unter dem Beinamen TSVE Dolphins bekannt. Im Jahre 2007 gehörten die vom ehemaligen bosnisch-herzegowinischen Nationalspieler Ilijas Mašnić trainierten Dolphins als Aufsteiger zu den Gründungsmitgliedern der neu geschaffenen ProB. Mit sechs Siegen und 24 Niederlagen in der Debütsaison stieg die Mannschaft um Spielmacher David Bunts als Tabellenletzter gleich wieder ab. Es folgte eine sportliche Talfahrt, die die Mannschaft 2010 in die 2. Regionalliga und zwei Jahre später gar in die Oberliga führte. Im Jahre 2014 gelang dann der Wiederaufstieg in die 2. Regionalliga, dem zwei Jahre später der Aufstieg in die 1. Regionalliga West folgte. Nach dem direkten Wiederabstieg hielt sich die Mannschaft noch einige Jahre in der 2. Regionalliga, bevor die Dolphins im Jahre 2022 in die Oberliga absteigen mussten.

### Frauen
Erfolgreicher sind die Frauen des TSVE, die auch als Lady Dolphins bekannt sind. Zwischen 2008 und 2013 spielte die Mannschaft in der 2. Bundesliga Nord. Größter Erfolg war der sechste Platz in der Saison 2010/11. Nach mehreren Jahren auf regionaler Ebene gelang im Jahre 2023 der Wiederaufstieg in die 2. Bundesliga Nord, wo sich die Lady Dolphins prompt für die Play-off-Runde qualifizierten, dort aber gleich in der ersten Runde am TSV 1880 Wasserburg scheiterten. In der Saison 2024/25 qualifizierte sich die Mannschaft für den DBBL-Pokal. Nach einem Erstrundensieg bei den TG Neuss Tigers schieden die Bielefelderinnen in der zweiten Runde bei New Basket Oberhausen aus. Die Lady Dolphins kooperieren mit den Paderborn Baskets.

### Persönlichkeiten
- David Bunts, zuvor Erstligaspieler in Finnland
- Leo Döring, wurde Zweitligaspieler bei den Paderborn Baskets
- Robert Huelsewede, wurde Zweitligaspieler bei den Cuxhaven BasCats und dem Mitteldeutschen BC
- Felix Leuer, wurde Sportdirektor beim Deutschen Basketball Bund
- Ilijas Mašnić, zuvor bosnisch-herzegowinischer Nationalspieler
- Neil Mašnić, wurde Erstligaspieler in den Niederlanden
- Maik Mertens, zuvor Bundesligaspieler der EWE Baskets Oldenburg
- Miles Osei, wurde Zweitligaspieler beim FC Baunach, Tigers Tübingen und der SG ART Giants Düsseldorf
- Alexander Osipovitch, zuvor Erstligaspieler in Belarus
- Jordan Sabourin, zuvor Zweitligaspieler beim MTV Stuttgart
- Barbara Sundermann, wurde Bundesligaspielerin beim VfL Bochum, BG Rentrop Bonn und TV Bensberg

### Hallen
Heimspielstätten der TSVE-Basketballer sind die Sporthallen der Carl-Severing-Schule bzw. des Helmholtz-Gymnasiums.

## Eishockey

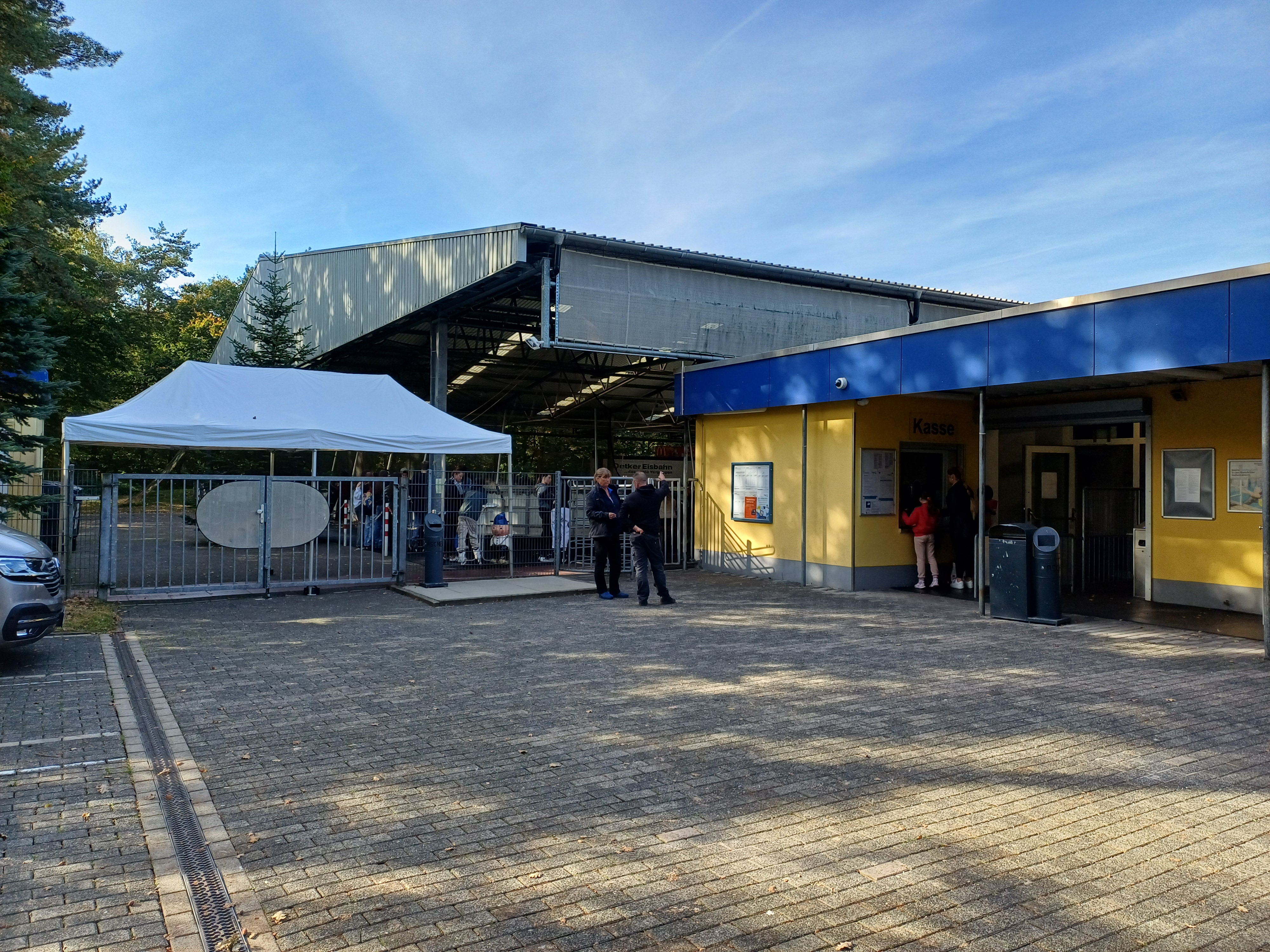
Die Oetker-Eisbahn

### Geschichte
Die Eishockeymannschaft des TSVE Bielefeld, auch unter dem Beinamen Crocodiles bekannt, hatte ihre erfolgreichste Zeit Anfang der 1990er Jahre. Im Jahre 1994 wurden die Crocodiles, verstärkt durch einige Spieler der Herforder EG, Vizemeister der fünftklassigen NRW-Liga hinter dem Aachener EC. Damit qualifizierte sich die Mannschaft für die Qualifikationsrunde zur Regionalliga Nord. Obwohl sportlich qualifiziert verzichtete der Verein auf den Aufstieg und rutschte in den folgenden Jahren in die unterste Spielklasse, die Bezirksliga ab.
Im Jahre 2001 wurden die Crocodiles Vizemeister der Bezirksliga hinter dem Lokalrivalen SV Brackwede 1b und stiegen in die Landesliga auf. Nach nur einem Jahr folgte der direkte Wiederabstieg. Die sportlichen Tiefpunkte waren die Spielzeiten 2005/06 und 2006/07, wo die Bielefelder ohne Punktgewinn blieben. In der Saison 2013/14 wurden die Crocodiles Vizemeister der Bezirksliga hinter dem EHC Netphen 08. Zwei Jahre später sicherte sich das Team durch zwei Finalsiege über den Aachener EC die Bezirksligameisterschaft, verzichtete aber auf den Aufstieg. Seit der Saison 2024/25 bildet der TSVE Bielefeld eine Spielgemeinschaft mit dem SV Brackwede.
Ab der Saison 2014/15 nahm unter dem Dach des TSVE zusätzlich zur Herrenmannschaft auch eine Fraueneishockeymannschaft am Spielbetrieb teil. Im Jahre 2016 wurde die Frauenmannschaft des TSVE Bezirksligameister und stieg in die Landesliga auf.

### Stadien
Heimspielstätte der Crocodiles war für viele Jahre die innerstädtische Deliuseisbahn. Nach dem Abriss im Jahre 2003 ist die Oetker-Eisbahn im Stadtteil Brackwede die Heimspielstätte des TSVE. Die Oetker-Eisbahn ist komplett überdacht, allerdings an allen Seiten offen. Es gibt keine Sitzplätze. Die Crocodiles teilen sich die Spielstätte mit dem SV Brackwede.

## Leichtathletik

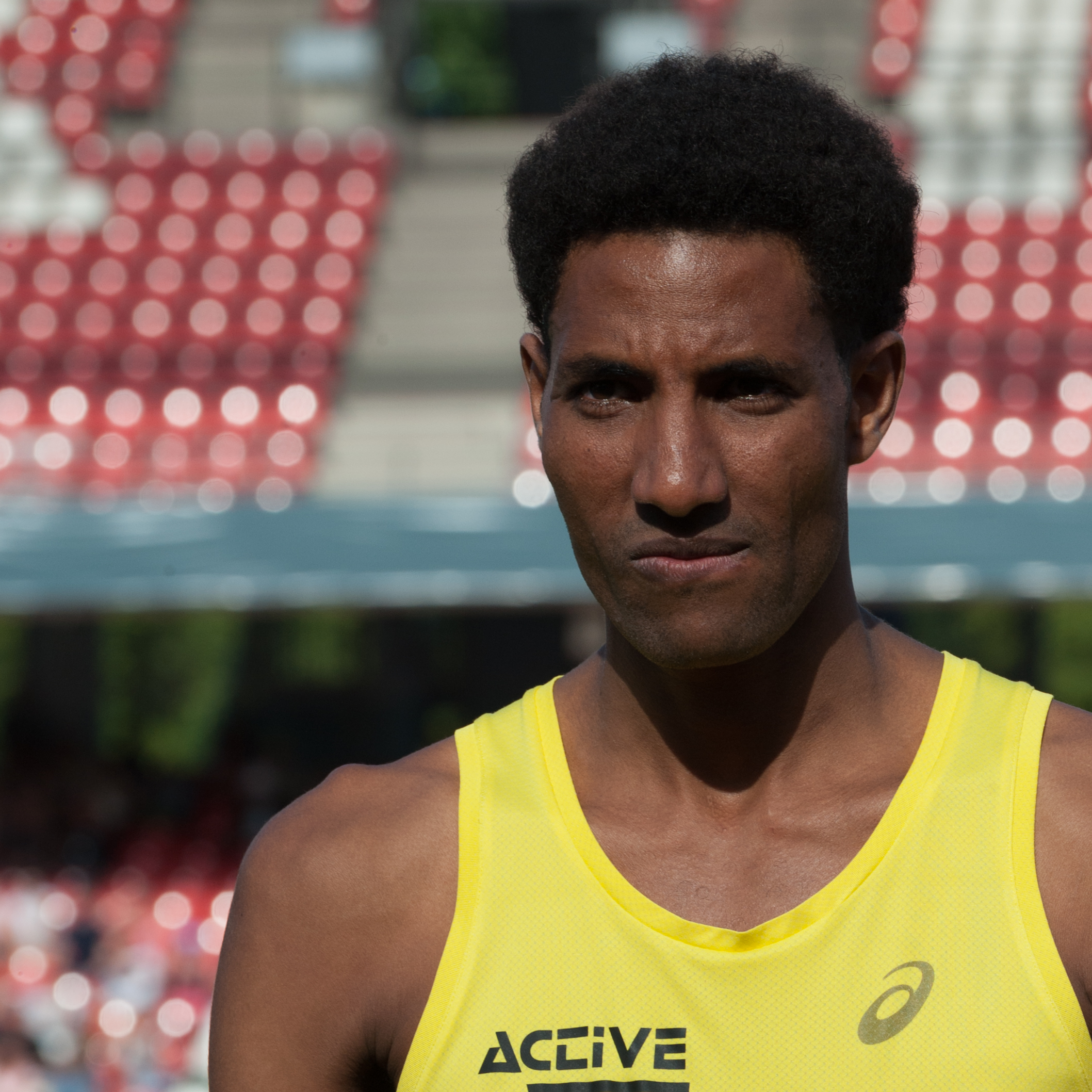
Amanal Petros

Der TSVE Bielefeld ist Veranstalter des Hermannslaufs. Mit 7.000 Teilnehmern pro Jahr gehört der Lauf zu den größten Laufveranstaltungen Deutschlands und wurde erstmals im Jahre 1971 ausgetragen. Die Strecke verläuft vom Hermannsdenkmal bei Detmold über 31,1 Kilometer zur Bielefelder Sparrenburg. Seit 2004 veranstaltete der TSVE gemeinsam mit der Bielefeld-Marketing GmbH den Stadtwerke Run & Roll Day. Dabei wurde die Bielefelder Stadtautobahn Ostwestfalendamm für Läufer, Skater, Walker und Rollstuhlfahrer freigegeben und für alle anderen Fahrzeuge gesperrt.
Amanal Petros wurde im Jahre 2014 deutscher Vizemeister im 10-Kilometer-Straßenlauf. Ein Jahr später wurde Petros Dritter im 5000-Meter-Lauf. Clemens Erdmann wurde 2018 zweifacher deutscher Jugendmeister über 3000 Meter und im Crosslauf.